# 阿尔内·萨洛瓦拉
阿尔内·萨洛瓦拉（芬蘭語：Aarne Salovaara，1887年2月25日—1945年9月11日），芬兰男子体操运动员。他曾获得1908年夏季奥运会男子团体全能铜牌和1912年夏季奥运会男子团体自由全能银牌。他在1908年奥运会也参加了田径比赛。